# Alberto Capdevila
Alberto Capdevila (Buenos Aires, 27 de julio de 1856 - 15 de marzo de 1905) fue un militar argentino, que participó en las guerras contra los indígenas del sur y del Chaco argentinos. También participó en las últimas guerras civiles argentinas y fue Jefe de la Policía de la Capital.

## Biografía
Hijo de un militar que murió en la Guerra del Paraguay, ingresó al Colegio Militar de la Nación en 1871, egresando como subteniente de artillería dos años más tarde.
A fines de ese año fue trasladado a la Frontera Sur de San Luis y Córdoba a las órdenes del general Teófilo Ivanowsky. A lo largo del año 1874 participó en la lucha contra la rebelión de José Olegario Gordillo en la provincia de La Rioja. No tuvo la oportunidad de asistir al general Iwanowski cuando este fue asesinado, al iniciarse la revolución de 1874, pero se incorporó a las fuerzas del coronel Julio Argentino Roca, a cuyas órdenes participó en la batalla de Santa Rosa, que significó la derrota del jefe rebelde responsable de la muerte de Iwanowski —el general José Miguel Arredondo— y de la revolución. En esta batalla fue herido de bala en un pie y ascendido al grado de teniente 1.º.
Permaneció casi tres años más de guarnición en Río Cuarto y otros destinos en el sur de Córdoba, participando en distintos encuentros con indígenas ranqueles, a órdenes primeramente de Roca y después del coronel Eduardo Racedo. En una de sus expediciones capturó primero todas las caballadas y luego a la tribu del cacique Ramón. En otra oportunidad, persiguió un gran malón de ranqueles hasta obligarlos a abandonar el arreo de vacunos que llevaban.
En 1879 participó en la Conquista del Desierto a órdenes del ministro Roca, formando parte de la columna que avanzó por el territorio de la actual provincia de La Pampa, persiguiendo las últimas fuerzas ranqueles.
En 1880, al producirse la última de las guerras civiles argentinas, por la federalización de Buenos Aires, formó parte de las fuerzas al mando de Racedo que combatieron a los rebeldes en las batallas de Olivera, Puente Alsina y Corrales, ganando el ascenso a mayor en el campo de batalla.
A fines de ese año regresó a Río Cuarto hasta marzo de 1882, en que fue trasladado a Paraná. Entre enero y agosto del año siguiente participó a órdenes del coronel Francisco Bosch en la campaña de conquista del Chaco. Tras un breve paso por la Escuela de Suboficiales, en noviembre de 1884 fue puesto al mando del Regimiento de Infantería N.º  1.
El 8 de febrero de 1888 fue nombrado Jefe de Policía de la ciudad de Buenos Aires, siendo ascendido al grado de coronel poco después. Al estallar la Revolución del Parque, Capdevila organizó a la Policía para luchar contra los revolucionarios, logrando un aceptable éxito hasta que fue herido en una pierna. Poco después, el presidente Carlos Pellegrini le otorgó el ascenso a general de brigada. Su insignia fue una estrella de cinco puntas en fondo rojo. Más de cien años después, Menem introdujo los dos soles en fondo rojo para los generales de brigada.
Ocupó los cargos de Director de la Escuela de Cabos y Sargentos a partir del 11 de julio de 1884, vocal de la Junta Superior de Guerra desde el primer día del año 1892 hasta el 4 de abril de 1893, ayudante general del Estado Mayor General desde el 17 de noviembre de 1892, Director del Colegio Militar de la Nación entre el 26 de junio de 1893 y el último día de agosto de 1895, fecha en la que fue designado cómo Jefe del Estado Mayor General del Ejército. Su libro Táctica de Infantería fue adoptado como norma para todas las fuerzas de infantería de la Nación en octubre de 1893, y fue premiado especialmente por el Congreso a fines de ese año, con un estímulo de 25.000 pesos.
Pasó a retiro en marzo de 1897. Fue elegido diputado nacional en 1898, cargo desde el cual participó en la sanción de diversas leyes relacionadas con la Defensa del país. Fue particularmente notable su oposición a la ley de Servicio Militar Obligatorio impulsada por el ministro Pablo Ricchieri, que obligó al gobierno a discutir el proyecto en 20 largas sesiones hasta lograr su aprobación.

## Fallecimiento
Falleció el 15 de marzo de 1905, a los 48 años de edad. Una localidad de la provincia del Chaco y calles en varias ciudades argentinas recuerdan al general Capdevila.